# Eucelatoria charapensis
Eucelatoria charapensis är en tvåvingeart som först beskrevs av Townsend 1919.  Eucelatoria charapensis ingår i släktet Eucelatoria och familjen parasitflugor.
Artens utbredningsområde är Peru. Inga underarter finns listade i Catalogue of Life.